# Ультрамен (серия)
«Ультрамен», также известная как Ultra Series (яп. ウルトラシリーズ Урутора сири:дзу), — мультимедийная франшиза, созданная Tsuburaya Productions, про Ультрамена и его собратьев, а также тьму ультра монстров. Первым произведением серии стали Ultra Q и «Ультрамен» в 1966 году. Серия «Ультрамен» — одна из известнейших в жанре токусацу наряду с Kamen Rider, Super Sentai и Metal Heroes. Она также является одним из самых известных примеров жанра дайкайдзю (яп. 大怪獣, «гигантский монстр») наряду с «Годзиллой» и «Гамерой».
Под брендом «Ультрамен» с 1966 по 1987 год было выпущено сувенирной продукции на 7,4 млрд долларов. Ультрамен стал 3-м в мире самым продаваемым лицензированным персонажем в 1980-х, во многом из-за своей популярности в Азии. Отсылки на Ультрамена настолько же популярны в японской поп-культуре, как отсылки на Супермена — в американской.

## Общая концепция
Сериал повествует о приключениях Ультраменов — гигантских серебряных гуманоидов с планеты М-78, которые путешествуют по вселенной и защищают разные планеты от опасных созданий. Действие каждого сезона происходит на Земле.
Протагонистов в каждом сезоне фактически двое: сам заглавный Ультрамен и его человеческий носитель, который находится с ним в симбиозе и превращается в него с помощью специальных магических устройств, когда наступает такая необходимость (появление очередного монстра). В схватках с ними герою помогает как правило особая команда спецназа (в которой Ультрамен часто состоит сам в человеческой ипостаси), которая на особых футуристических самолётах также атакует монстра и спасает мирных жителей, но сами монстров уничтожают крайне редко.
Ультрамен может находиться в земной атмосфере только ограниченное время, поскольку она для них непригодна. Когда наступает время уходить, на груди Ультрамана начинает мигать специальный световой таймер, побуждая его побыстрее завершать схватку, а затем улетать в стратосферу и превращаться обратно в своего земного носителя. Однако в ряде сезонов Ультраменам приходилось продолжать схватку дольше положенного, оказываясь на краю гибели.
Общие черты внешности всех Ультраменов — серебряный и красный цвета в костюме, светящиеся белые глаза, своеобразный рог на затылке и особо выраженные нижная губа и позвоночник. Кроме того, у всех Ультраменов есть энергетическая атака под названием L-Style, которая проводится посредством скрещивания рук в форме буквы L.

## Фильмы
- Ultraman (1967) (компиляция)
- Ultraman, Ultraseven: Great Violent Monster Fight (1969) (специальный фильм, снятый на Cinerama)[3]
- The 6 Ultra Brothers vs. the Monster Army (1974)
- Ultraman (1979) (компиляция)
- Ultraman: Great Monster Decisive Battle (1979) (компиляция)
- Ultraman Zoffy: Ultra Warriors vs. the Giant Monster Army (1984)
- Ultraman Story (1984)
- Ultraman: The Adventure Begins a.k.a. Ultraman USA (1987)
- Ultra Q The Movie: Legend of the Stars (1990)
- Ultraman Neos пилотный фильм (1995)
- Ultraman Wonderful World (1996)
- Revive! Ultraman (1996) (компиляция)
- Ultraman Company: This is the Ultraman (Wacky) Investigation Team (1996) (аниме)
- Ultraman Zearth (1996)
- Ultraman Zearth 2: Superman Big Battle — Light and Shadow (1997)
- Ultra Nyan: Extraordinary Cat who Descended from the Starry Sky (1997) (аниме)
- Ultraman Tiga & Ultraman Dyna: Warriors of the Star of Light (1998)
- Ultra Nyan 2: The Great Happy Operation (1998) (аниме)
- Ultraman Gaia: The Battle in Hyperspace (1999)
- Ultraman Tiga: The Final Odyssey (2000)
- Ultraman Cosmos: The First Contact (2001)
- Ultraman Cosmos 2: The Blue Planet (2002)
- Ultraman Cosmos vs. Ultraman Justice: The Final Battle (2003)
- Ultraman: The Next (2004)
- Ultraman Mebius & Ultraman Brothers (2006)
- Superior Ultraman 8 Brothers (2008)
- Mega Monster Battle: Ultra Galaxy Legends (2009)
- Ultraman Zero: The Revenge of Belial (2010)
- Ultraman Saga (2012)
- Ultraman Ginga S The Movie (2015)
- Ultraman X The Movie (2016)
- Ultraman Orb The Movie (2017)
- Ultraman Geed The Movie (2018)
- Ultraman R/B The Movie (2019)
- Ultraman Taiga The Movie (2020)
- «Новый Ультрамен» (англ. Shin Ultraman) (2021)

## Сериалы
- Ultra Q[англ.] (1966)
- Ультрамен' (1966—1967): Самый первый сезон, заложивший основу всех последующих.
- Ультрасевен (1967—1968): Этот сезон обзавёлся наиболее широкой собственной франшизой: побочный кинофильм, множество эпизодов-продолжений, выпущенных в 90-е сразу на видео, активное участие Ультрасевена в дальнейших сезонах.
- Возвращение Ультрамена / Ультрамен Джак' (1971—1972): Первоначально являлся ремейком самого первого сезона, с чем связано и внешнее сходство заглавных Ультраменов.
- Ультрамен Эйс (1972—1973)
- Ультрамен Таро (1973—1974): Этот сезон имел наиболее низкий возрастной рейтинг за всю историю франшизы, что в значительной мере испортило его репутацию у зрителей.
- Ультрамен Лео (1974—1975): Наиболее драматичный сезон всего периода. Ультрамен здесь с иной планеты, чем М-78, живет в самостоятельно созданном человеческом теле, а лидером его команды поддержки является Ультрасевен, временно лишённый возможности превращаться.
- The Ultraman (1979)
- Ультрамен 80 (1980—1981)
- Ультрамен: Вперёд в будущее (Январь 1992 — Март 1992): Сезон производства Австралии. Ультрамен здесь является копией первого, но его костюм сделан из спандекса вместо традиционных прорезиненных материалов.
- Ультрамен: Абсолютный герой (Апрель 1995 — Июль 1995): Американский сезон. Отличается слабой игрой актёров и откровенно грубым костюмом Ультрамена, вновь копирующим самого первого.
- Ультрамен Тига (1996—1997): Первый сезон от компании Tsuburaya с 1981 года. Первое применение концепции нескольких боевых форм Ультрамена.
- Ультрамен Дайна (1997—1998)
- Ультрамен Гайя (1998—1999): Первое применение концепции регулярного дополнительного Ультрамена.
- Ultraman Tiga: The Final Odyssey[англ.]' (2000)
- Ультрамен Неос (2000—2001)
- Ультрамен Космос (2001—2002): Планировался как самый продолжительный из всех сезонов, но скандальная история с главным актёром (ложное обвинение в грабеже) вынудила свернуть эти планы.
- Ultra Q: Dark Fantasy[англ.]' (2004)
- Ультрамен Нексус (2004—2005): Этот сезон оторван от общей вселенной Ультраменов и наиболее ярко выделяется во всём сериале: Ультрамен Нексус имел сразу четырёх носителей (которые погибали и передавали силу друг другу), центральный герой сезона стал Ультраменом только в финальной серии, впервые была применена концепция отрицательных Ультраменов.
- Ультрамен Макс (2005—2006)
- Ультрамен Мёбиус (2006—2007): Отличается богатым количеством кроссоверов с Ультраменами из старых сезонов.
- Ультрасевен Икс (2007): Спин-офф оригинального сезона про Ультрасевена, состоящий из 12 серий. Ориентирован на более взрослую аудиторию и происходит в параллельной вселенной.
- Ультра-галактическая мега-битва монстров (2007—2008): Вместо Ультраменов поединки с вражескими монстрами здесь ведут монстры-союзники, управляемые главным героем (инопланетным гуманоидом наподобие Ультраменов) с помощью специального пульта.
- Ультра-галактическая мега-битва монстров: Бесконечная одиссея (2008—2009)
- Ultraman Retsuden[англ.] (2011-2016)
- Neo Ultra Q[англ.] (2013)
- Ультрамен Гинга (2013)
- Ультрамен Гинга S (2014)
- Ультрамен Икс (2015—2016)
- Ультрамен Орб (2016)
- 'Ультрамен Джид (2017)
- Ультрамен R/B (2018): Впервые сразу два заглавных Ультрамена.
- Ultraman New Generation Chronicle[англ.] (2019)
- Ultraman (2019)[англ.] (2019)
- Ультрамен Тайга (2019—2020)
- Ultraman Chronicle Zero & Geed[англ.] (2020)
- Ультрамен Z (2020)
- Ultraman Chronicle Z: Heroes' Odyssey[англ.] (2021)